# Isla Terhalten
Isla Terhalten är en ö i Chile.   Den ligger i regionen Región de Magallanes y de la Antártica Chilena, i den södra delen av landet, 2 500 km söder om huvudstaden Santiago de Chile. Arean är 0,50 kvadratkilometer.
Terrängen på Isla Terhalten är platt. Öns högsta punkt är 93 meter över havet. Den sträcker sig 0,7 kilometer i nord-sydlig riktning, och 0,9 kilometer i öst-västlig riktning.